# Torre de Pedra
Torre de Pedra – miasto i gmina w Brazylii, w stanie São Paulo. Znajduje się w mezoregionie Itapetininga i mikroregionie Tatuí.